# Snooker
El snooker es una modalidad de billar que se juega en una mesa rectangular recubierta de tela verde y con seis troneras, una en cada esquina y una a mitad de cada una de las bandas largas. Concebido en la segunda mitad del siglo XIX por oficiales del Ejército británico destinados a la India, se juega con veintidós bolas, entre las que se encuentran una blanca, quince rojas y otras seis —una amarilla, una verde, una marrón, una azul, una rosa y una negra— que se conocen en conjunto como «los colores». 
Valiéndose de un taco, los jugadores, que pueden competir de forma individual o por equipos, se van turnando tiros con el rival; el taco solo puede entrar en contacto con la bola blanca, que habrá de combinar después con otra para conducirla a la tronera e ir hilando así jugadas en un orden concreto que suman puntos. También se consigue ampliar el marcador cuando el rival comete una falta. Cada mesa la gana quien más puntos tenga, y un partido acaba cuando uno de los que se enfrentan alcanza un número predeterminado de mesas.
El snooker adquirió entidad propia en 1875, cuando Neville Francis Fitzgerald Chamberlain, oficial de la Marina británica destinado a Ootacamund, Madrás y Jabalpur, pergeñó un conjunto de reglas que mezclaba el black pool con el pyramid pool. Por aquel entonces, la palabra snooker se empleaba, de forma despectiva, para señalar la falta de experiencia de los militares más jóvenes. A comienzos del siglo XX, a snooker se jugaba sobre todo en el Reino Unido, donde gozaba de la consideración de «deporte de caballeros»; a partir de la década de 1960, comenzó a crecer y a expandirse  allende las costas de las islas británicas. En 1919, año de su fundación, el Billiards Association and Control Club confeccionó un listado de reglas, la mayoría de las cuales se han mantenido sin cambios hasta el siglo XXI. Como deporte profesional, es la World Professional Billiards and Snooker Association la que se encarga en la actualidad de velar por el snooker.
El Campeonato Mundial de Snooker se disputó por primera vez en 1927. Joe Davis, que dio al deporte unos primeros e importantes impulsos, ganó quince ediciones consecutivas entre aquel año y 1946. La conocida como «era moderna» arrancó en 1969: primero, la BBC encargó la serie de televisión Pot Black, y más tarde brindaría cobertura diaria al Campeonato Mundial, cuyos partidos empezaron a retransmitirse en 1978. Entre los rostros más destacados del deporte estuvieron Ray Reardon en la década de 1970, Steve Davis en la de 1980 y Stephen Hendry en la de 1990. Ronnie O'Sullivan, que irrumpió también en los años noventa, es el jugador más laureado del siglo XXI y está empatado con Hendry a títulos mundiales, con siete.
Los mejores jugadores disputan a lo largo de la temporada diferentes torneos a lo largo y ancho del mundo que forman parte del World Snooker Tour, circuito profesional que reparte millones en premios. El Campeonato Mundial, el Campeonato del Reino Unido y el Masters conforman la Triple Corona y gozan de un prestigio añadido. Aunque el circuito profesional está también abierto a la participación de mujeres, estas también compiten en uno paralelo de cuya organización se encarga World Women's Snooker. El creciente interés por el deporte ha conducido a la creación de variantes que, si bien se sostienen sobre los mismos pilares básicos, usan diferentes reglas, como el snooker de seis rojas, el snooker plus y el Snooker Shoot Out.

## Historia
El snooker surgió en la segunda mitad del siglo XIX. En la década de 1870, el billar inglés gozaba de cierta popularidad entre los oficiales del Ejército británico estacionados en la ciudad india de Jabalpur, y en esta época y en aquel lugar se concibieron diferentes variantes. Un juego similar al snooker, surgido en 1875 en torno al comedor de los oficiales del 11.º Regimiento Devonshire, combinaba las reglas de dos juegos de pool diferentes: el pyramid pool, que se jugaba con quince bolas rojas colocadas en un triángulo, y el black pool, que obligaba a entronerar la bola que se seleccionara. El snooker fue haciéndose realidad impulsado por un conjunto de reglas pergeñado en 1882 por Neville Francis Fitzgerald Chamberlain, que participó en la creación del juego y ayudó a que ganase adeptos en la Stone House de Ooty; jugaban allí en una mesa que había sido fabricada en Burroughes & Watts y transportada hasta la India en barco. Por aquel entonces, la palabra snooker era un término de la jerga del Ejército que se usaba para designar a los nuevos reclutas y al personal que aún no gozaba de experiencia; Chamberlain la empleó para burlarse del bajo nivel que un joven oficial desplegó sobre la mesa.
Un número de la revista Sporting Life publicado en 1887 en Inglaterra se fijó en el snooker, lo que ayudó a incrementar el conocimiento del juego entre el público general. Chamberlain no sería reconocido como inventor hasta sesenta y tres años después, con un texto publicado en la revista The Field el 19 de marzo de 1938. El snooker fue ganando adeptos en las colonias del Raj británico y en el Reino Unido, pero se mantuvo acotado para oficiales militares y la gentry; la mayor parte de los clubes de caballeros que disponían de una mesa para jugar no permitía el acceso a aquellas personas que no fueran miembros. Este origen aristocrático se refleja aún en la actualidad, pues muchos de los torneos que integran el circuito profesional exigen que los jugadores vistan chaleco y pajarita, si bien se ha cuestionado hasta qué punto es necesario. Para satisfacer el interés por el juego, se crearon algunos clubes más pequeños y más abiertos. La Billiards Association, creada en 1885, y el Billiards Control Club, de 1908, se fusionaron y dieron lugar al Billiards Association and Control Club, que se encargó de esbozar un nuevo conjunto de reglas en 1919. Con ellas se desterró la posibilidad de que un juego acabase en empate, pues se introdujo la norma de la negra recolocada, con la que se usa la bola negra para decantar el juego hacia uno u otro jugador en caso de que la mesa termine igualada. Las reglas que se pergeñaron entonces se mantienen prácticamente sin cambios en el siglo XXI, aunque con uno relevante: si antes era posible conceder uno, dos o tres puntos por falta (en caso de que fuera sobre una roja, la amarilla o la verde), ahora el mínimo es siempre de cuatro, sea cual sea.

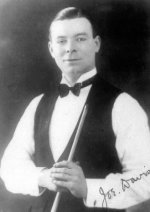
Joe Davis, ganador de la primera edición del Campeonato Mundial de Snooker

La primera edición del Campeonato Mundial de Snooker se disputó entre 1926 y 1927, cuando se conocía como Professional Championship of Snooker, y Joe Davis resultó vencedor. El homólogo femenino —Women's Professional Snooker Championship al principio y World Women's Snooker Championship en la actualidad— se inauguró en 1934. Davis, jugador profesional de billar inglés que también gustaba del snooker, lo condujo de pasatiempo a deporte profesional. Ganó los quince campeonatos mundiales que se celebraron hasta 1946, año en que anunció que no jugaría ninguna edición más. El snooker, sin embargo, se hundió en la posguerra: tan solo dos jugadores accedieron a la edición de 1952 y el World Professional Match-play Championship, que vino a sustituir al otro torneo, apenas se mantuvo hasta 1957. Aunque Davis intentó darle un nuevo impulso al snooker con la introducción de una variante del juego conocida como snooker plus, que se jugaba con dos bolas de color adicionales, esta versión tampoco terminó de cuajar. En 1963 se fundó el Campeonato Mundial de Snooker de la IBSF, al que pueden concurrir jugadores amateur, y un año después se retomó el campeonato mundial oficial, aunque siguiendo un sistema de retos.
La BBC empezó a emitir en color en julio de 1967. En 1969, David Attenborough, entonces encargado de la BBC2, encargó la creación de la serie Pot Black, que puede traducirse al español como «entronerar la negra»; sería al mismo tiempo programa y torneo, y tenía como objetivo mostrar el potencial que la BBC tenía con la llegada de la televisión en color, pues la mesa verde y las bolas de diferentes colores eran la oportunidad perfecta para ensalzar las posibilidades que este avance tecnológico brindaba. Gozó de gran éxito y amasó buenas cifras de audiencia; durante un tiempo fue, de hecho, el segundo programa más seguido de la cadena tras los de Morecambe and Wise. Aquel mismo año, el Campeonato Mundial de Snooker de 1969 optó de nuevo por un sistema de eliminación directa, con ocho jugadores. Es por este motivo que se considera que 1969 dio inicio a la era moderna del snooker. Ocho años después, en 1977, se trasladó al Crucible Theatre de Sheffield, donde se ha venido celebrando sin excepción desde entonces, y la edición de 1978 fue la primera que contó con cobertura televisiva. El snooker incrementó entonces su popularidad en el Reino Unido, Irlanda y gran parte de la Mancomunidad de Naciones, y se ha mantenido así desde las postrimerías de la década de 1970, con la mayor parte de los torneos más importantes en la parrilla televisiva. En 1985, alrededor de 18,5 millones de telespectadores siguieron, ya bien entrada la madrugada, las últimas bolas de la final que Dennis Taylor le ganó a Steve Davis, lo que se mantiene la audiencia más alta tanto para un programa de la BBC Two como para cualquier emisión que haya ido más allá de medianoche.
A medida que el snooker se asentaba entre los deportes que de más éxito gozaban, se volvió más dependiente de los ingresos por hacer publicidad de empresas tabaqueras. Embassy, manufacturera de este producto, patrocinó el Campeonato Mundial de Snooker durante treinta ediciones consecutivas, desde 1976 hasta 2005, en lo que es uno de los acuerdos de patrocinio más duraderos de la historia del deporte británico. A comienzos del nuevo siglo, sin embargo, entró en vigor una norma que prohibía anunciar tabaco, lo que condujo a la reducción del número de torneos profesionales: se pasó de veintidós en 1999 a quince en 2003. El deporte también ha crecido en Asia con la llegada al circuito de jugares como Ding Junhui y Marco Fu, y aún preservaba su relevancia en la parrilla: la BBC le dedicó cuatrocientas horas en 2007, mientras que cuarenta años antes apenas le había cedido catorce. No obstante, el interés del público británico menguó a finales de la década de los 2000. The Guardian, en un artículo en el que alertaba de que el snooker se estaba «tambaleando hacia una crisis letal», aventuró que dejaría de ser deporte profesional en apenas diez años. Aquel mismo año, el promotor Barry Hearn se hizo con el control del World Snooker Tour, y abogó por revitalizar un deporte profesional que consideraba «moribundo». A lo largo de aquella década, aumentó el número de torneos profesionales, que alcanzó los cuarenta y cuatro en la temporada 2019-20. Se adaptaron para hacerlos más propensos a ser retransmitidos por televisión: algunos pasaron a disputarse en menos días, e incluso hay uno, el Snooker Shoot Out, que se juega con cronómetro y a una sola mesa. También se ha incrementado el dinero que se reparte en premios, de manera que los jugadores de primer nivel llegan a ingresar millones a lo largo de su carrera. Aquellos que se encuentran en peores posiciones del ranking, por el contrario, tienen dificultades para ganarse la vida jugando a snooker, pues han de costearse las cuotas de acceso a los torneos y los viajes, entre otros gastos. Algunos jugadores, incluido Shaun Murphy, campeón mundial de 2005, han señalado que un circuito profesional de ciento veintiocho jugadores es insostenible.
Durante los primeros meses de la pandemia de COVID-19, el circuito profesional quedó confinado al Reino Unido e Irlanda, donde se disputaron todos los torneos que no se cayeron del calendario. En la 2022-23, y tras la cancelación del Masters de Turquía, tan solo dos citas tuvieron lugar más allá de las islas británicas: el Masters de Europa en Fürth y el Masters de Alemania en Berlín; mientras tanto, los torneos que habían de celebrarse en suelo chino, muy lucrativos, permanecieron cancelados. Stephen Maguire, jugador profesional, se mostró muy crítico con esta serie de decisiones tomadas por el World Snooker Tour y la World Professional Billiards and Snooker Association: «Estamos viendo cómo se nos muere el deporte.. Aseveró, además, que algunos de los jugadores que se encontraban entonces entre los treinta mejores del mundo se habían resignado ya a buscar otro trabajo por la falta de torneos.
Los árbitros desempeñan un papel fundamental en el juego, y muchos de ellos se han destacado por derecho propio. Entre Len Ganley, John Street y John Williams, arbitraron diecisiete de las primeras veinte finales del mundial que se celebraron en el Crucible de Sheffield. Con el cambio de siglo, se han ido sumando al elenco de árbitros personas de otras nacionalidades diferentes a la británica y también mujeres. Si Jan Verhaas fue el primer colegiado no británico en dirigir una final del Campeonato Mundial de Snooker, concretamente la de 2003, Michaela Tabb abrió el mismo camino para las mujeres al encargarse de la de 2009. Cuando llegó al circuito profesional en 2002, Tabb era la única mujer, pero con el tiempo los torneos han ido incorporando a más, entre las que se cuentan Desislava Bozhilova, Maike Kesseler y Tatiana Woollaston.

## Mecánica del juego

### Material y accesorios

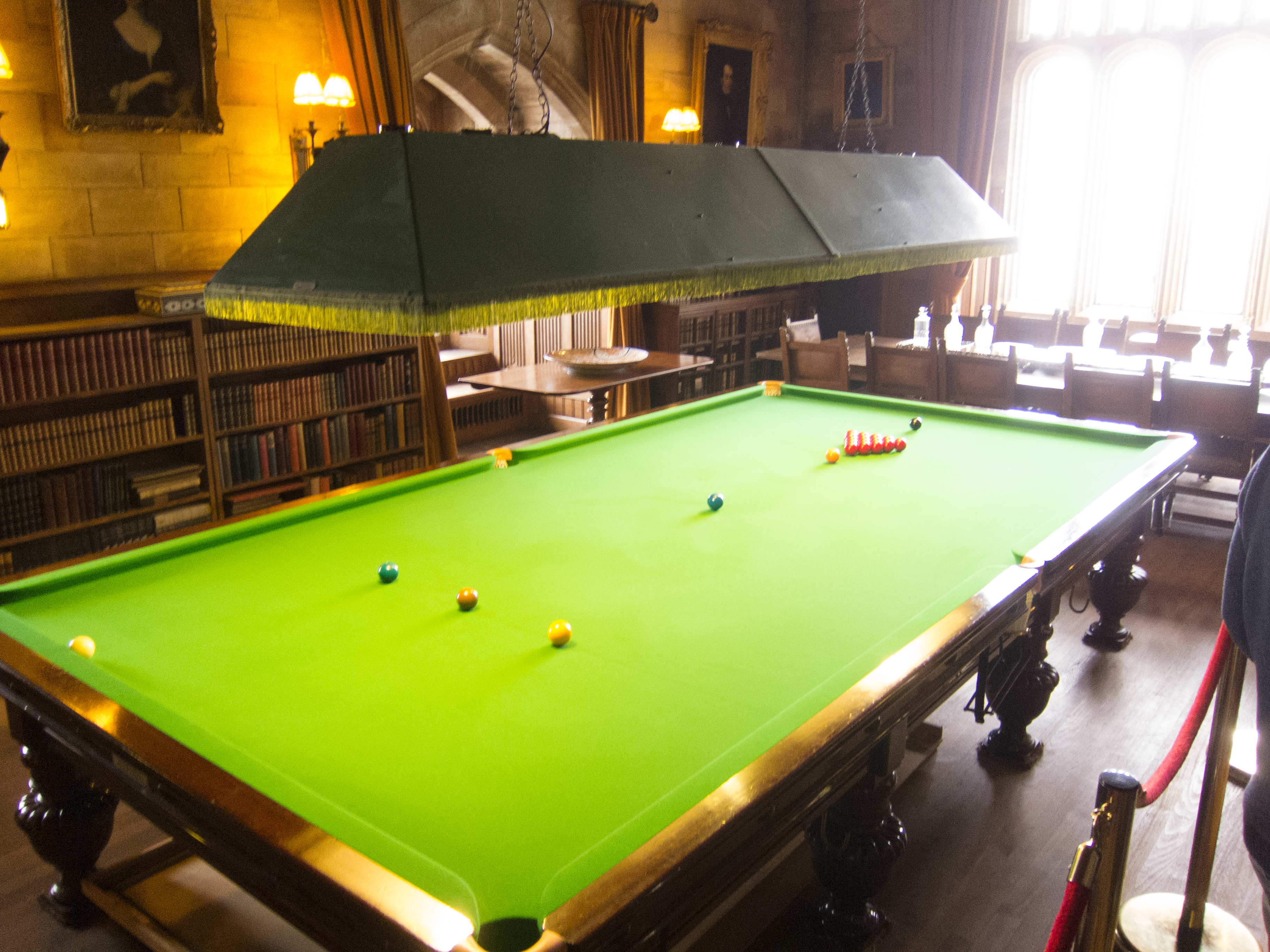
Una mesa de snooker lista para dar comienzo a un juego

Una mesa de snooker tiene un tamaño de 365,8 por 182,9 centímetros, con una superficie de juego rectangular de 356,9 por 177,8. La superficie de juego está delimitada por bandas acolchadas. Desde el suelo hasta la parte superior de estas bandas hay 86,4 centímetros. La mesa dispone de seis troneras, una en cada esquina y una en el centro de cada una de las dos bandas largas. Una de las desventajas de usar una mesa de tamaño completo es que requiere de bastante espacio para acomodarla, por lo que reduce el número de espacios en los que se puede practicar el juego; la sala ha de tener, al menos, 6,7 por 4,9 metros. Mientras que las mesas de bola 8 son muy comunes en los pubs, las de snooker no suelen encontrarse más allá de clubes privados y en salones dedicados al juego. También se puede jugar a snooker en mesas más pequeñas; entre los tamaños homologados, se cuentan las de 305 por 152, de 274 por 137, de 244 por 122 y de 183 por 91.

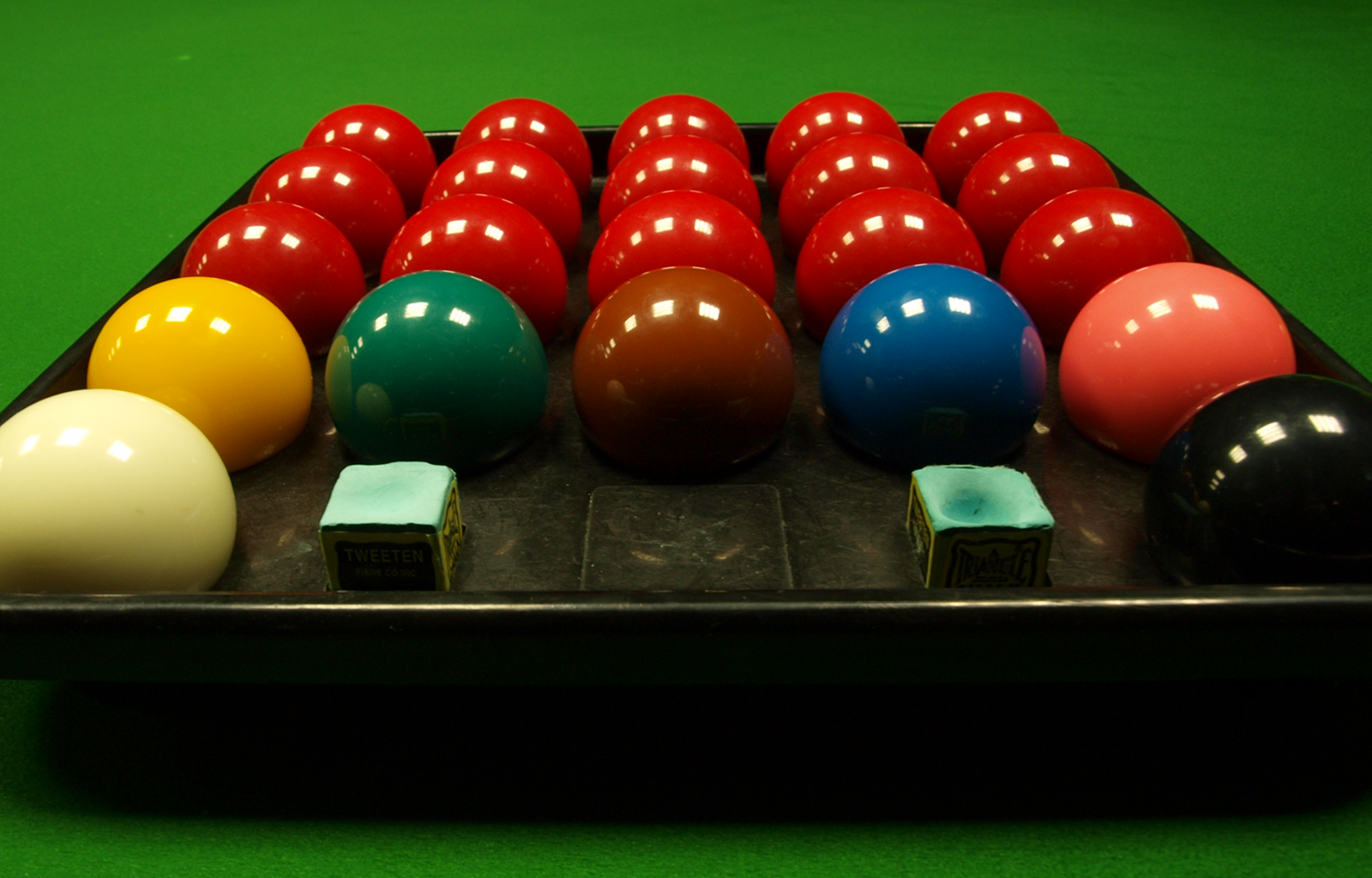
Un set con todas las bolas

El tapete es verde y suele estar hecho de bayeta, con un paño que se estira a lo largo, desde el extremo en el que se encuentra la «D» hasta el que está más cerca del punto de la bola negra. El tejido afecta a la velocidad y la trayectoria de las bolas, dependiendo de la dirección del tiro y de si se aplica alguna clase de efecto a la bola blanca. Incluso si la bola blanca se tocase de la misma forma, el efecto del tejido sería diferente dependiendo de si va hacia la banda corta superior o hacia la inferior.
Un conjunto de bolas de snooker incluye veintidós: quince rojas, seis de color y la blanca. Las denominadas «de color» son una amarilla, una verde, una marrón, una azul, una rosa y una negra, si bien la marrón y la azul no formaban parte del juego según las primeras reglas que tuvo. El diámetro de cada bola es de 52,5 milímetros. Al comienzo de cada mesa, las rojas se colocan todas juntas en un triángulo equilátero y las de color, sobre el punto que cada una tiene asignado. La blanca se deja en la «D», lista para el primer tiro, que se conoce en inglés como break-off shot. Cada jugador sostiene un taco, que no puede medir menos de 91,4 centímetros; la punta del taco solo puede entrar en contacto con la blanca, nunca con ninguna de las rojas o de las de color.

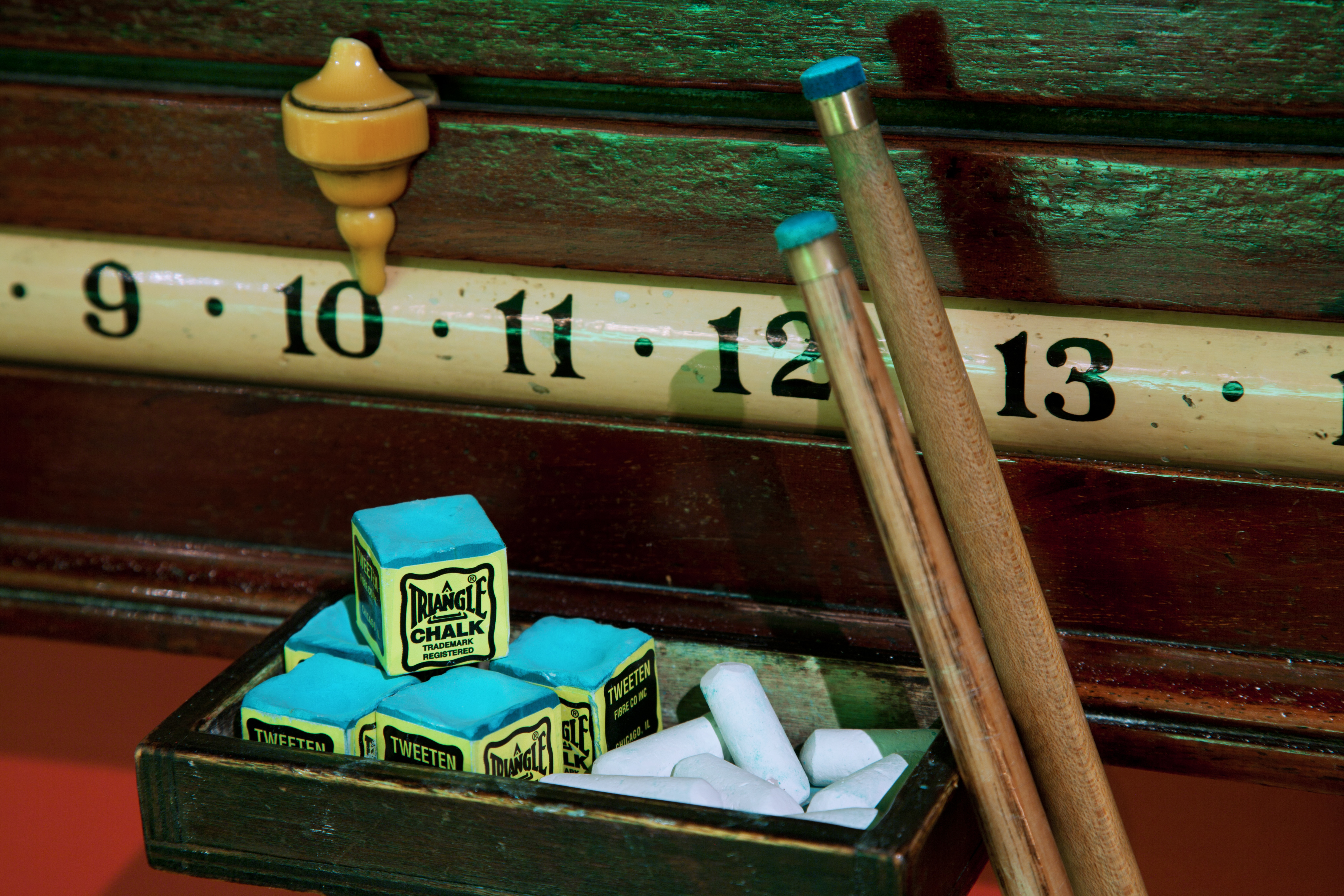
Un marcador, tiza y dos tacos

Hay varios accesorios que se emplean a la hora de jugar a snooker: la tiza se aplica sobre la punta del taco para ayudar a imprimirle efecto a la bola blanca; hay varios tipos de rest —incluidos el swan y el spider— un artefacto del que los jugadores se valen para llegar a bolas que no alcanzarían bien si tuviesen que reposar la mano en la mesa; extensiones para alargar el taco; un triángulo para colocar las rojas al comienzo de cada mesa, y un marcador, que suele estar fijado a una pared cercana a la mesa. El marcador tradicional, que ya apenas se usa, se parece a un ábaco y, además de las mesas que lleva cada jugador, anota los puntos de cada uno por unidades y veintenas. En ocasiones basta con unos abalorios que se van deslizando a lo largo de una cuerda según se van sumando puntos.

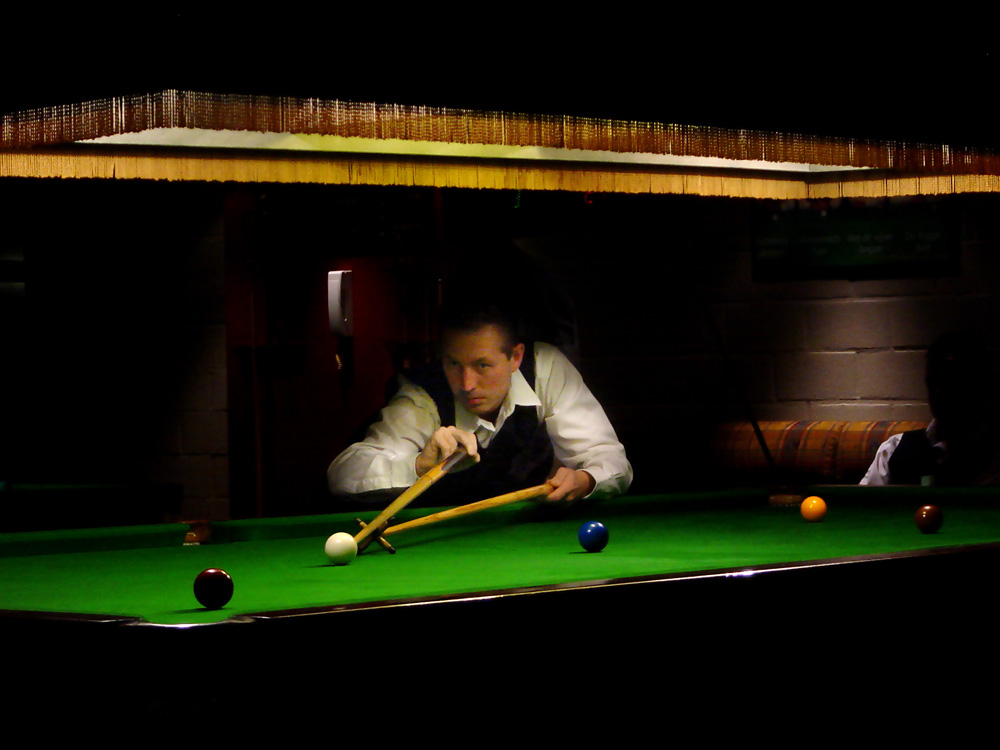
El rest le permite al jugador llegar a la bola blanca cuando esta queda lejos de la banda desde la que la tiene que jugar

### Reglas

#### Objetivo

Ilustración A: Vista cenital de una mesa de snooker con las bolas colocadas en su posición inicial. La blanca (conocida en inglés también como cue ball) puede colocarse al comienzo en cualquier parte del semicírculo (conocido como la «D»)

Un jugador gana la mesa si consigue más puntos que el oponente. Al comienzo de cada mesa, las bolas objetivo se colocan sobre el tapete tal y como se muestra en la ilustración A. El primer jugador coloca la bola blanca en la «D» y ejecuta el primer tiro (conocido en inglés como break-off shot): toca la blanca con la punta del taco e intenta conectar con alguna de las rojas, que están situadas en un grupo con forma de triángulo. Los jugadores van alternando tiros y comparten el mismo objetivo, el de entronerar alguna de las bolas rojas y conseguir así un punto. Si no consiguen conectar con ninguna de las rojas, el árbitro señalará falta y le concederá puntos al contrario. Al final de cada tiro, la blanca se queda en la posición en la que se haya detenido, lista para el siguiente, a menos que haya caído por una de las troneras, en cuyo caso se recoloca en la «D». Si al detenerse queda en contacto con una de las bolas que puede ser objetivo en el tiro siguiente, el árbitro declarará touching ball y el rival deberá con el siguiente tiro alejar la blanca de ella, sin moverla, pues de lo contrario será falta. Al jugar este tipo de tiro, no es necesario, aunque posible, que contacte con otra bola objetivo, pues ya se considera que ha tocado una.
Cuando una bola roja entra en la tronera, quien está en la mesa (conocido como striker) ha de ir a continuación a por una de color (o a por «un color»), pero puede elegir cuál. Se entienden por bola de color aquellas que no son ni la roja ni la blanca; esto es, la amarilla, la verde, la marrón, la azul, la rosa y la negra. Si acierta a embocarla, el valor de ese color se suma a su marcador, y esta bola de color se recoloca en su punto de la mesa. Si ese punto no está disponible porque otras bolas lo están ocupando, se recoloca en el punto del color de más valor que haya disponible; si tampoco hay ninguno, se busca el lugar más cercano a su punto, en dirección hacia la parte superior de la mesa. A continuación, el jugador ha de embolsar otra roja y luego otro color y así sucesivamente. Esta combinación de roja y color termina cuando no consigue encestar la bola objetivo, cuando comete una falta —en estos dos casos, vuelve el rival a la mesa— o cuando ya no quedan rojas sobre tapete. Los puntos que se consiguen de forma consecutiva al hilar varias bolas objetivo consecutivas se conocen como break en inglés, término traducido al español como «tacada» o «entrada». Al comienzo del turno, el jugador tiene por objetivo entronerar una roja, a no ser que no quede ninguna en la mesa o que se le haya concedido una bola libre (en inglés, free ball), que tiene por objetivo impedir que el rival saque ventaja de su propia falta y le permite nominar cualquier otra bola como próximo objetivo. La blanca puede entrar en contacto con una bola objetivo de forma directa o después de rebotar sobre una o varias bandas.
El juego se prolonga hasta que se hayan embolsado todas las rojas y ya solo queden los seis colores y la blanca sobre la mesa. Los colores se deben acometer en orden, de menor a mayor valor: primero la amarilla (dos puntos), luego la verde (tres), la marrón (cuatro), la azul (cinco), la rosa (seis) y por último la negra (siete); llegados a este punto, las bolas ya no se recolocan sobre la mesa una vez han sido entroneradas. Al hacer desaparecer el último de los colores, se acaba la mesa y el jugador con más puntos gana De igual manera, si al llegar a la mesa el jugador no dispone de suficientes puntos para remontar el marcador, puede conceder la mesa; estas concesiones son muy comunes en los partidos profesionales. En cualquier caso, los jugadores pueden seguir jugando incluso cuando no les queden suficientes puntos para darle la vuelta a la anotación, pues pueden inducir al rival a cometer una falta al dejarle en una situación de snooker. Se considera situación de snooker aquella en la que un tiro legal se vuelve complicado, pues no hay, por ejemplo, ruta directa para combinar con una bola objetivo; el rival puede propiciar estas situaciones jugando a la defensiva y dejando la bola blanca escondida tras una que no será objetivo para el rival en su siguiente tiro.
Si el marcador está igualado y ya se han embolsado todas las bolas, se emplea la negra para desempatar. En esta situación, conocida como «negra recolocada» (en inglés, re-spotted black), se coloca esta bola en su punto y se juega con la blanca en mano, de tal forma que el jugador que haya de jugar el primer tiro tiene que jugar desde la «D». El árbitro sortea con una moneda y el ganador elige quién ha de empezar este intercambio de tiros de desempate. El juego se prolonga hasta que uno de los dos embolsa la negra para ganar la mesa o comete una falta para perderla.
Tanto los partidos profesionales como los amateur de competición cuentan con un árbitro, que se encarga de velar por el cumplimiento de las reglas y de tomar decisiones que conduzcan a preservar el juego limpio. Entre sus responsabilidades, se cuentan la de cantar los puntos durante una tacada, determinar si se ha cometido una falta y conceder puntos de penalización y bolas libres cuando proceda, recolocar las bolas de color sobre su punto, recolocar todas las bolas en su posición original cuando determine que es falta y fallo y limpiar cualquiera de las bolas cuando el jugador se lo solicite. El árbitro también ha de ser capaz de ver que una mesa está en punto muerto y que no es factible que salga de él; en ese caso, en lo que se conoce en inglés como re-rack, todas las bolas, incluso las que ya se habían entronerado, vuelven a su posición inicial, el marcador se pone a cero y se vuelve a empezar. Es habitual que los jugadores profesionales jueguen con deportividad y ayuden al árbitro indicándole, por ejemplo, que han cometido una falta que él no ha sido capaz de ver; entre otras acciones de este tipo, también suelen reconocer los buenos tiros del rival y se disculpan cuando se benefician de un golpe de suerte, conocido como fluke.

#### Puntuación
| Bola     | Valor    |
| -------- | -------- |
| roja     | 1 punto  |
| amarilla | 2 puntos |
| verde    | 3 puntos |
| marrón   | 4 puntos |
| azul     | 5 puntos |
| rosa     | 6 puntos |
| negra    | 7 puntos |

En snooker, se consiguen puntos al entronerar bolas en el orden correcto. El número total de puntos —sin sumar los que se conceden por faltas— que un jugador consigue amasar en una única visita a la mesa se conoce como break en inglés, «tacada» o «entrada» en español. Así, un jugador podría conseguir una tacada de quince puntos, por ejemplo, si entronerase una roja seguida de una negra y luego otra roja seguida esta vez de una rosa antes de fallar su próximo tiro. Las tacadas de cien puntos o más se designan con el término «centena», y se lleva la cuenta de las que un jugador ha logrado a lo largo de toda su carrera profesional. La tacada máxima requiere de embolsar todas las rojas seguidas de negra y luego los seis colores para sumar un total de 147 puntos; esta hazaña se conoce habitualmente como «147». A fecha de abril de 2023, se han tejido en toda la historia un total de 194 tacadas máximas en partidos de competición profesional.
Un jugador recibe puntos de penalización cuando el contrario comete una falta, que puede señalarse por varios motivos, como que la bola blanca acabe en una tronera o que no consiga conectarla con la objetivo. Este último tipo de falta es común cuando se está intentando escapar de un snooker, que es una situación en la que el rival le deja al jugador en una posición en la que no puede ver directamente la bola objetivo y tiene que encontrar una ruta alternativa para llegar a ella. Se conceden un mínimo de cuatro puntos por falta, y más si se ve involucrada una bola de mayor valor, hasta un máximo de siete por la negra. Al cometer una falta, el jugador pierde el turno y el árbitro anuncia en voz alto el valor de la penalización. El jugador mantiene todos los puntos que ha conseguido en la tacada que ha precedido a la falta, pero no aquellos que se correspondan con cualquier bola que haya encestado en el tiro que ha merecido la concesión de la falta.
Si un jugador no queda satisfecho con la posición en la que se ve tras una falta cometida por el contrario, puede exigirle que sea él el que juegue el próximo tiro. Si además de falta el árbitro anuncia también miss (foul and a miss, en inglés, que suele traducirse como «falta y fallo»), indica que no considera que haya hecho el mejor intento de conectar con la bola objetivo, y esto le permite al otro exigirle jugar el próximo tiro, pero en esta ocasión desde la misma posición en la que lo hizo la primera vez; en ese caso, será el árbitro el que se encargue de reponer todas las bolas en la posición original. Si un jugador comete una falta y el rival, tras ella, no puede ver de forma directa los dos extremos de una bola objetivo, el árbitro señalará «bola libre» (free ball, en inglés), lo que permite nominar cualquier otra bola como objetivo en sustitución de la que tocaba. Se evita, de esta manera, que el jugador que incurre en una falta se beneficie de ella. Si un jugador recibe una bola libre cuando aún quedan quince rojas sobre la mesa, es posible que teja una tacada de más de 147 puntos, de hasta 155, que se consigue nominando cualquier bola de color como libre y roja adicional, siguiéndola de una negra y luego lo que sería el 147 normal, con quince rojas y sus quince negras y las bolas de color en orden. Si bien Jamie Cope consiguió en 2005 una tacada de 155, la primera de tan alta puntuación de la que se tiene constancia, hay otros jugadores, como Alex Higgins, que también afirmaban haberla conseguido.

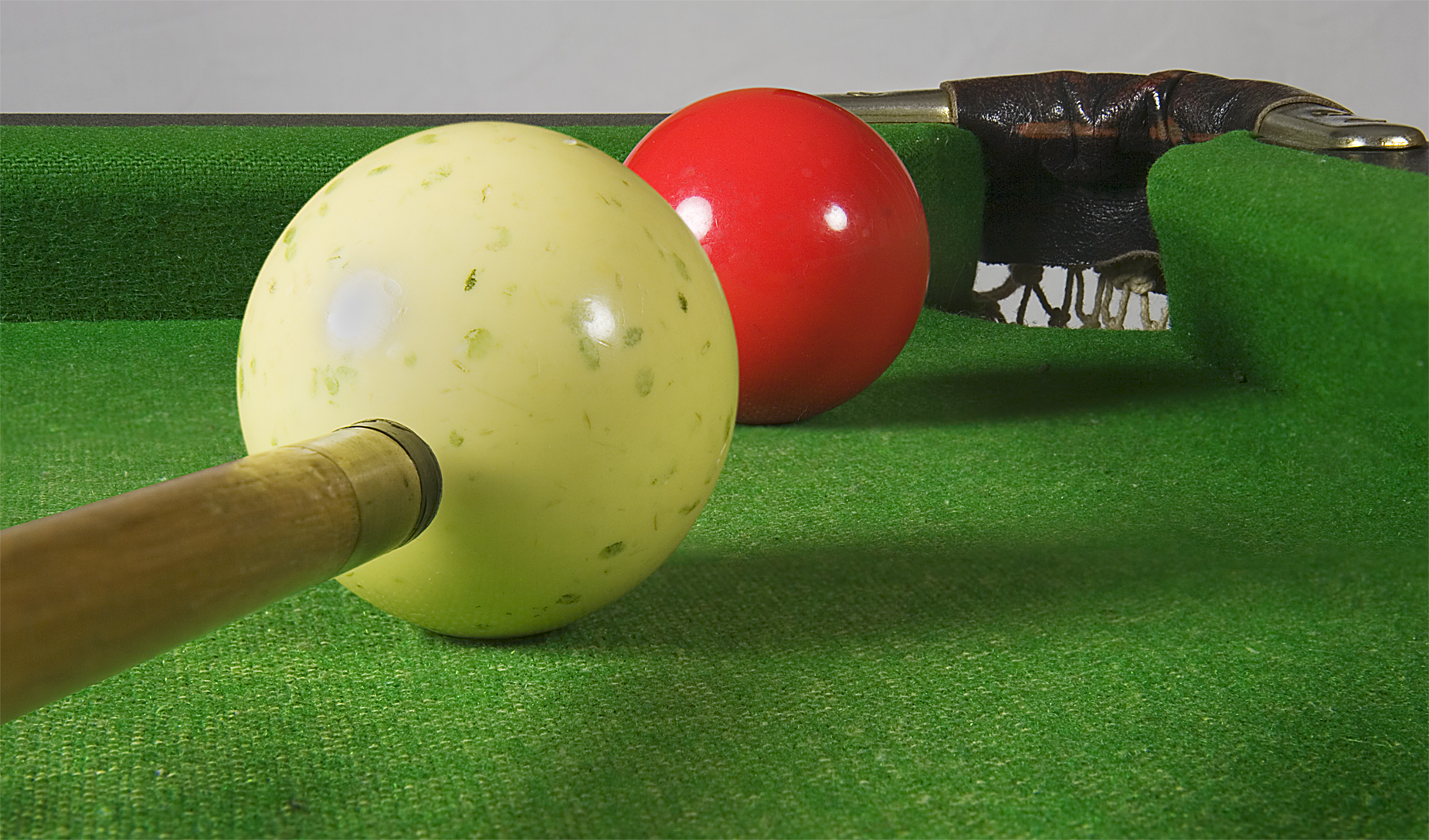
Vista de un taco a punto de conectar con la blanca con el objetivo de embolsar una roja en una tronera

Un juego de snooker se conoce como frame en inglés, término que puede traducirse al español como «mesa». Los partidos se juegan al mejor de un número predeterminado de mesas; la mayor parte de los torneos profesionales son al mejor de siete, nueve u once, con finales más largas, de hasta el mejor de diecisiete o diecinueve. El Campeonato Mundial usa un formato más alto, con partidos que van desde un máximo de diecinueve mesas en la primera ronda hasta un máximo de treinta y cinco en la final, que se disputa en cuatro sesiones a lo largo de dos días. Las finales de algunas de las primeras ediciones de este campeonato fueron incluso más largas; la de 1947, por ejemplo, se jugó al mejor de ciento cuarenta y cinco mesas.

## Organización y torneos

### Profesionales
Los jugadores de snooker profesionales compiten en el World Snooker Tour, circuito profesional integrado por torneos de ranking mundial y de campeonatos de invitación que se celebran a lo largo de la temporada. Todas las competiciones están abiertas a los jugadores profesionales que están clasificados para el circuito, y también para algunos jugadores amateurs, pero la mayor parte de ellas incluyen una fase de clasificación independiente. Los jugadores pueden acceder al circuito ya sea por su posición en el ranking mundial de la temporada anterior, ya sea ganando campeonatos o ya sea a través de las citas del Challenge Tour o de la Q School. Los jugadores del World Snooker Tour suelen disfrutar de un permiso que dura dos años y les brinda la posibilidad de participar en los torneos que lo conforman. Desde la temporada 2014-15, hay también jugadores a los que se les concede un permiso similar como invitación a participar; la World Snooker Board, que es la que tiene potestad de conceder estos reconocimientos, ha agraciado con uno a jugadores como Steve Davis, James Wattana, Jimmy White y Stephen Hendry. A lo largo de los años, se han organizado también otros circuitos paralelos y de menor rango. En la temporada 1997-98, por ejemplo, se impulsó una estructura de dos niveles en la que tuvo cabida el conocido como WPBSA Minor Tour, de menor rango, con sesis torneos y abierta a todos los profesionales. De forma similar, aunque en este caso tan solo en el Reino Unido, desde aquella temporada existe también el Challenge Tour, que se ha conocido también con los nombres de UK Tour y Players Tour Championship.
La World Professional Billiards and Snooker Association (WPBSA), que se fundó con el nombre de Billiard Players' Association, es el organismo regulador del snooker en todo el mundo. Es dueña y se encarga de publicar las reglas oficiales del deporte y tiene la responsabilidad de tomar decisiones relacionadas con él.

#### Ranking mundial
A cada jugador del World Snooker Tour se le asigna un puesto en la lista oficial que la WPBSA elabora con el ranking mundial, que se usa para determinar las cabezas de serie de cada torneo y a qué altura de la fase clasificatoria ha de acceder cada jugador a cada campeonato del circuito profesional. Actualmente, el ranking se determina usando un sistema de puntos a dos años en el que los puntos se conceden según el dinero que los jugadores ganan en premios en una serie de torneos especificados de antemano. La lista se va actualizando a lo largo del año: los puntos de los torneos que se van disputando sustituyen a los conseguidos en la edición de dos años antes de ese mismo torneo. También se confeccionan al final de la temporada, tras la celebración del Campeonato Mundial, una lista a un año y otra a dos años, que sirven para determinar la preclasificación en ciertos torneos y para dilucidar qué ciento veintiocho jugadores mantienen la condición de profesionales.
Se considera que los jugadores que ocupan las primeras dieciséis plazas del ranking son la «élite», y se libran de jugar los preclasificatorios de varios torneos, incluidos el Masters de Shanghái, el Masters y el Campeonato Mundial. Otras citas, como las que conforman la Players Series, se guían por la lista a un año; así, se valen de los resultados de la temporada en curso para determinar quiénes son los participantes. En la temporada 2022-23, hay ciento veintiocho plazas disponibles en el World Snooker Tour; además, los jugadores que estén entre los sesenta y cuatro mejores del ranking oficial o sean uno de los ocho que más dinero han ganado en premios a lo largo de la temporada —se toma el Campeonato Mundial como punto de corte— se garantizarán una plaza en el circuito de cara a la próxima temporada.

#### Torneos

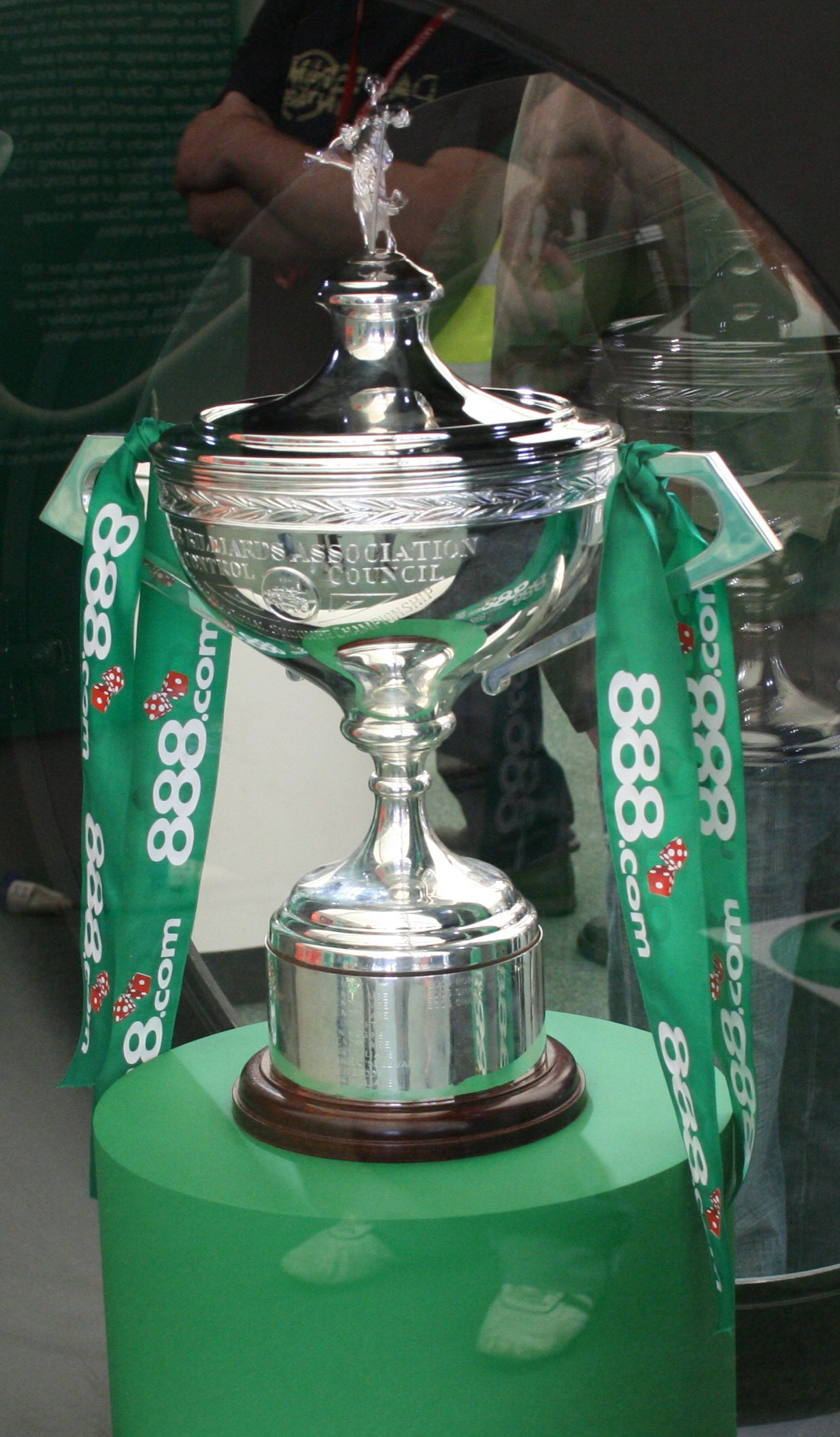
El trofeo que se le concede al vencedor del Campeonato Mundial de Snooker

El torneo de snooker profesional con más solera es el Campeonato Mundial de Snooker, que se viene celebrando prácticamente todos los años desde 1927. Desde 1977, se celebra en el Crucible Theatre de la ciudad inglesa de Sheffield. El certamen, que contó entre 1976 y 2005 con el patrocinio de la manufacturera de tabaco Embassy, se ha apoyado desde entonces —y raíz de la prohibición de anunciar este tipo de productos— en diferentes casas de apuestas. La BBC retransmite en el Reino Unido los campeonatos que conforman la Triple Corona, mientras que el resto suelen estar en la programación de Eurosport y ITV Sport, así como en la de varias cadenas de otras partes del globo.
El Campeonato Mundial es el trofeo más importante de todo el circuito profesional, tanto por el premio que se lleva el ganador —500 000 libras esterlinas desde 2019— como por el prestigio. Se considera que el Campeonato del Reino Unido, celebrado desde 1977 y también cada año, es el segundo más relevante. Con el Masters, que no es de ranking, conforman la Triple Corona; al ser de los más antiguos de todo el circuito profesional, los jugadores los ven como los más prestigiosos. A fecha de 2022, tan solo once jugadores han conseguido hacerse con al menos una edición de cada uno de los tres.
El snooker ha recibido diversas críticas por la excesiva duración de los partidos. Como respuesta a estas opiniones, Barry Hearn, presidente de Matchroom Sport, decidió lanzar una serie de torneos que se juegan a contrarreloj. Así, entre 1987 y 2012, se celebraron varias ediciones de la Premier League Snooker, en la que había un límite de tiempo para ejecutar cada tiro. Los jugadores disponían, concretamente, de veinticinco segundos por tiro, además de cinco comodines para detener el reloj en sendas ocasiones a lo largo del partido. Aunque el formato llamó la atención, no llegó a gozar de la misma relevancia que otros torneos de ranking. Desde 2011, se viene jugando el Snooker Shoot Out, que sigue el mismo concepto.
En 2015, la WPBSA trató de que el snooker estuviese representado en los Juegos Olímpicos de Tokio 2020, pero fracasó. De igual manera, y a través de la Federación Internacional de Snooker creada en 2017, intentará que figure entre los deportes de los de París 2024. En el World Team Trophy de 2019, ya se hizo una prueba de cómo el billar, también con bola 9 y carambola, podría disputarse en un certamen de esas características. Por otra parte, el snooker lleva figurando en el cartel de los Juegos Mundiales desde la edición de 2001, y se incluyó también en los Juegos Panafricanos de 2019.

### Amateurs
El snooker no profesional, incluida las competiciones en las que participan los más jóvenes, queda bajo la jurisdicción de la International Billiards and Snooker Federation (IBSF). Por otra parte, aquellos torneos en los que solo pueden participar los veteranos los gestiona la WPBSA a través del World Seniors Tour. World Disability Billiards and Snooker (WDBS) es una subsidiaria de la WPBSA que se encarga de organizar torneos de snooker y otras disciplinas de billar para personas discapacitadas. El snooker es un deporte abierto tanto a hombres como a mujeres, y tanto unos como otras gozan de las mismas posibilidades de colarse en todos los niveles del deporte. En cualquier caso, y si bien el circuito profesional permite a las mujeres participar, existe también un circuito exclusivamente femenino gestionado por World Women's Snooker —conocido en el pasado como World Ladies Billiards and Snooker Association—, que tiene entre sus objetivos fomentar la inclusión de la mujer. Hoy en día, la ganadora del Campeonato Mundial de Snooker Femenino tiene el derecho a participar durante dos años en el circuito profesional.
A nivel amateur, la competición más importante es el Campeonato Mundial de Snooker de la IBSF, mientras que el World Seniors Championship es la cita de mayor relevancia a la que se pueden presentar los veteranos. En el circuito femenino, el principal torneo es el Campeonato Mundial de Snooker Femenino. La vigente campeona es Reanne Evans, que ha retenido el título en doce ocasiones desde que lo ganó por primera vez en 2005. También ha participado en el World Snooker Tour y ha tomado parte en el clasificatorio del Campeonato Mundial de Snooker en cinco ocasiones; en la edición de 2017, llegó a la segunda ronda. La cita de más prestigio del calendario amateur en Inglaterra es el English Amateur Championship, que, estrenado en 1916, es la competición de snooker con más años de historia que aún se sigue jugando.

### Críticas
Varios jugadores, entre los que figuran Ronnie O'Sullivan, Mark Allen y Steve Davis, se han quejado a lo largo de los años de que se juegan demasiados torneos por temporada y que corren el riesgo de quemarse. En 2012, por ejemplo, O'Sullivan participó en menos campeonatos para dedicar más tiempo a sus hijos, y acabó la temporada 2012-13 en el decimonoveno puesto del ranking mundial; tan solo jugó un torneo, el Campeonato Mundial, y lo ganó. Ha deslizado más de una vez la posibilidad de crear un nuevo circuito que, con menos torneos, resultaría beneficioso para el deporte, pero la idea no ha fructificado.
Algunas ligas han permitido a los clubes vetar la participación de mujeres.
 Un miembro de la organización de la liga de Keighley, por ejemplo, sostuvo que era necesario permitir que tomasen parte equipos conformados únicamente por hombres: «Si perdemos a dos de estos clubes, perderíamos cuatro equipos y no nos lo podemos permitir, porque entonces nos quedaríamos sin liga». Una portavoz de World Women's Snooker señaló que «es decepcionante e inaceptable que en 2019 jugadoras como Rebecca Kenna hayan sufrido prácticas discriminatorias y anticuadas». Un grupo parlamentario integrado por miembros de diferentes partidos políticos británicos manifestó lo siguiente: «Este grupo cree que vetar el juego en un club por el género es arcaico».

## Jugadores destacados

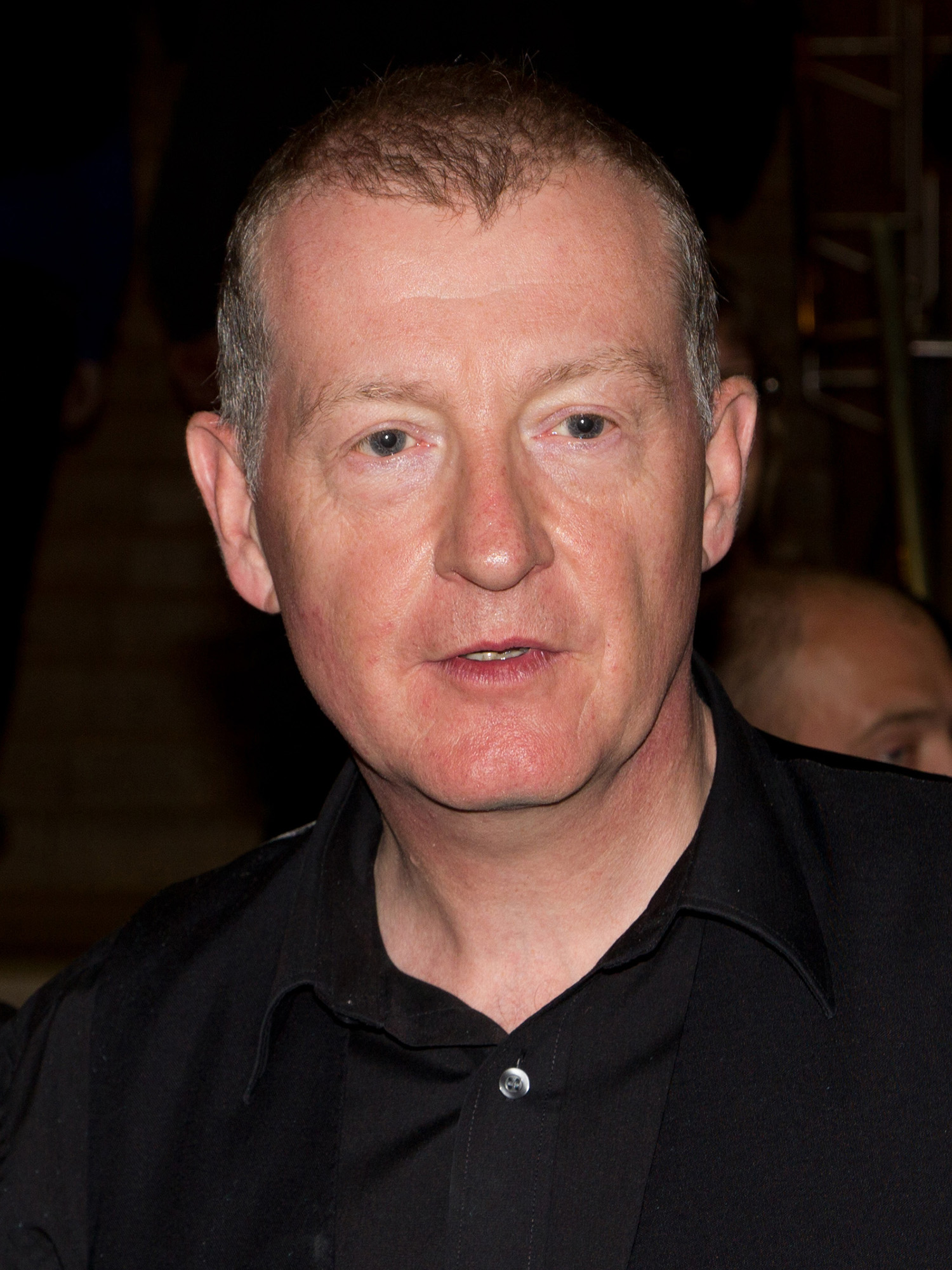
Steve Davis ganó el Campeonato Mundial en seis ocasiones en la década de 1980

Con la creación del Campeonato Mundial de Snooker, el deporte superó al billar como la modalidad que de más aceptación gozaba en el Reino Unido. Joe Davis fue campeón del mundo durante veinte años, y se retiró imbatido tras levantar su decimoquinto título en 1946, cuando, una vez acabada la Segunda Guerra Mundial, se retomó el torneo. En partidos sin hándicap, tan solo perdió contra su hermano Fred, y todas esas derrotas llegaron cuando ya se había retirado. Sí perdió algunos partidos en los que el rival partía desde el inicio con ventaja, pero no más.
En 1947, Joe Davis consideraba que su hermano estaba ya listo para convertirse en campeón del mundo, pero perdió en la final contra Walter Donaldson. Estos jugadores se enfrentaron también en las siguientes cuatro finales. Después del boicot que los profesionales hicieron al Campeonato Mundial de 1952, al año siguiente se dejó de jugar el torneo, y el World Professional Match-play Championship pasó a hacer las veces, aunque de forma no oficial, de campeonato mundial del deporte. Fred Davis lo ganó entre 1952 y 1956, pero no participó en la edición de 1957. Por su parte, John Pulman, que ganó en esa ocasión, fue también el que más éxitos cosechó en la década de 1960: se impuso en siete ocasiones entre abril de 1964 y marzo de 1968, cuando el torneo se disutaba a modo de desafíos. Esta racha, sin embargo, se cortó cuando se volvió a abogar por el formato anterior, de eliminatorias en vez de desafíos. Ray Reardon dominó los setenta, con seis títulos (1970, 1973, 1974, 1975 1976 y 1978), y John Spencer lo siguió en aquella época con tres (1969, 1971 y 1977).
Steve Davis, que no guarda ninguna relación de parentesco con Joe ni con Fred, ganó su primera edición del torneo en 1981; era el undécimo jugador que lo ganaba desde su instauración en 1927. Ganó en total seis títulos (el de 1981 y también los de 1983, 1984, 1987, 1988 y 1989) y participó en lo que se convertiría en el partido más visto de la historia, la final del de 1985, en el que cayó derrotado ante Dennis Taylor. Stephen Hendry, decimocuarto jugador en levantar el trofeo, es también el que lo consiguió más joven, pues se hizo con el de 1990 con apenas 21 años y 106 días. Dominó el deporte a lo largo de la década de 1990, con, entre otros muchos, siete títulos mundiales: además del de 1990, los de 1992, 1993, 1994, 1995, 1996 y 1999.

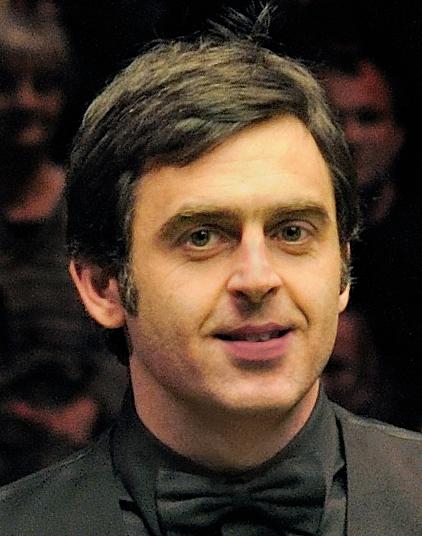
Ronnie O'Sullivan ha ganado el Campeonato Mundial en siete ocasiones en el siglo

Ronnie O'Sullivan es el jugador más laureado de esta cita en el siglo XXI, con siete trofeos (2001, 2004, 2008, 2012, 2013, 2020 y 2022), mientras que John Higgins (1998, 2007, 2009 y 2011) y Mark Selby (2014, 2016, 2017 y 2021) lo han ganado cada uno en cuatro ocasiones y Mark Williams ha resultado vencedor de tres (2000, 2003 y 2018). O'Sullivan es el primer jugador de la historia que ha conseguido amasar más de mil centenas, y tiene también, con quince, el récord de más tacadas máximas en competición profesional; la última llegó en octubre de 2018. También es el jugador que más títulos de ranking (39) y trofeos de la Triple Corona (21) ha logrado.

## Variantes
Algunas variantes del snooker, como el de seis rojas, siguen las mismas reglas pero emplean menos bolas rojas, de modo que se reduce el tiempo necesario para jugar cada mesa. El campeonato mundial de esta variante, que se celebra cada año en la ciudad tailandesa de Bangkok, es ya una cita habitual del calendario. Otra variante, con diez rojas en vez de seis, dio pie a un mundial femenino que se jugó en tres ocasiones en la ciudad inglesa de Leeds, entre 2017 y 2019.
Existen también variantes en diferentes puntos del mundo, como las desarrolladas en los Estados Unidos y Brasil, mientras que en el Reino Unido también se ha ajustado para otras el tiempo que puede durar cada mesa. El snooker estadounidense es una versión amateur del juego que se juega casi exclusivamente en aquel país norteamericano. Con reglas más simples y habitualmente con mesas de dimensiones más pequeñas, data de 1925. La sinuca brasileira (o «snooker brasileño») se juega en Brasil, con reglas completamente diferentes y tan solo una roja en vez de quince. Al comienzo del juego, la roja se coloca entre la bola rosa y una banda larga, y el primer tiro no se puede emplear ni para entronerarla ni para dejar al rival en situación de snooker. El Snooker Shoot Out, disputado por primera vez en 1990, se juega a partidos de una sola mesa, cuyo juego se ve acelerado por la existencia de un cronómetro; la idea resurgió en 2011 y la cita, que se sumó al circuito profesional en la temporada 2010-11, es desde 2017 un torneo de ranking.
Se han diseñado también variantes con un mayor número de bolas objetivo. Un ejemplo es el snooker plus, que incluía dos bolas de color adicionales: una naranja de ocho puntos que tenía su punto entre la rosa y la azul y una morada de diez que se situaba entre la marrón y la azul, lo que elevaba los puntos posibles de una tacada hasta los 210. Divisada para estrenarse en el News of the World de 1959, la variante no consiguió despegar y ya apenas se juega. El Power Snooker, por otra parte, fue un deporte efímero que conjugaba aspectos del snooker y del pool; aunque se disputó un torneo en 2010 y otro en 2011, no convenció al público y se decidió devolverlo al cajón del olvido. Se usaban nueve bolas rojas, dispuestas al comienzo de la mesa en forma de diamante, y los partidos no duraban más de treinta minutos. El tenball se concibió con el objetivo de estrenar un programa de televisión que, dirigido por Phillip Schofield, apenas duró una temporada. El juego, con reglas algo diferentes a las del snooker, incorporaba también una bola amarilla y negra entre la azul y la rosa que valía diez puntos. El snookerpool, a su vez, es una variante que se juega con las bolas de snooker tradiciones y una mesa de pool con troneras más grandes.